# Бад-Гомбург
Бад-Гомбург (нім. Bad Homburg vor der Höhe) — місто в Німеччині, районний центр, курорт, розташований в землі Гессен. Володіє особливим статусом. Підпорядкований адміністративному округу Дармштадт. Входить до складу району Верхній Таунус. Населення становить 52 229 осіб (на 31 грудня 2010 року). Займає площу 51,14 км². Офіційний код 06 4 34 001.
Місто поділяється на 6 міських районів та примикає безпосередньо до Франкфурту. Тут проживає чимало високооплачуваних фахівців, що працюють у Франкфурті. Вважається частиною Рейн-Майнської агломерації. Пов'язаний з Франкфуртом лінією метро U3 та електричкою S5.
До середини XIX століття Гомбург служив резиденцією правителів ландграфства Гессен-Гомбург і був його столицею. Статус курорту з приставкою «Бад-» отримав 1912 року.

## Історія
Місто отримало своє ім'я Гомбург від замку Бад-Гомбург.

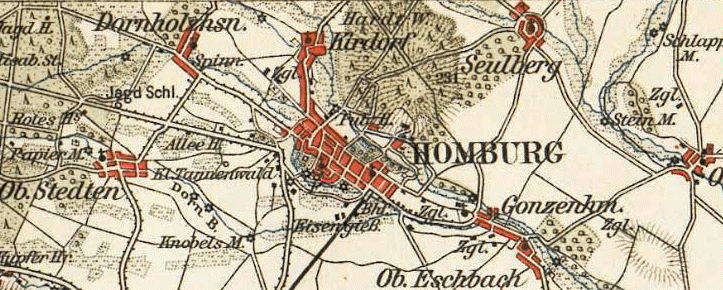
Околиці Бад-Гомбурга, 1893

Перша письмова згадка про місто припадає на 1180 рік. Археологічні дослідження підтверджують наявність у той час поселення. Дата 782 рік і теорія про те, що вілла Дитенгайм належала в той час до міста вважається істориками помилковою.
Гомбург набув статусу міста та ярмарки в 1330 році, при цьому перебував у володінні аристократичної родини Еппштайнів.
1486 року Готфрід фон Еппштайн продав Гомбург графу Філіпу I Ганау-Мюнценбергському за 19 000 гульденів. У 1504–1521 роках родина Ганау втратила Гомбург, який відійшов до Гессенського дому. Після смерті Філіпа фортеця та місто перейшли до Гессен-Дармштадта, а в 1522 році — до бічної лінії Гессен-Гомбургських.
З XVI по XIX століття місто залишалося столицею ландграфства Гессен-Гомбург — невеликого князівства у складі Священної Римської імперії.
У середині XIX століття місто стає міжнародним курортом, у ньому організовується казино. У червні-липні 1845 року, перебуваючи в Бад-Гомбурзі, Микола Васильович Гоголь спалив перший варіант другого тому поеми «Мертві душі». Після смерті останнього з Гессен-Гомбурзьких 1866 року Гомбург входить до складу Великого Герцогства Гессен-Дармштадського, але за підсумками австро-пруської війни в тому ж році переходить до Пруссії. 1873 року в місті померла вдова прусського короля Фрідріха-Вільгельма III Августа фон Гаррах, княгиня Лігніц. 
З 1888 року Бад-Гомбург стає літньою резиденцією імператора Вільгельма II.
1923 року в Бад-Гомбургу розпочато виробництво мотоциклів «Horex». Внаслідок першої та другої світових воєн місто-курорт втратило своє значення, але після війни стало використовуватися як місце перебування адміністрації. У місті було розміщено Управління федеральними кредитами (нім. Deutsche Finanzagentur).
30 листопада 1989 року голова правління Deutsche Bank Альфред Герргаузен був убитий в Бад-Гомбурзі внаслідок терористичного акту. За окремими версіями теракт приписують організації Фракція Червоної Армії (нім. Rote Armee Fraktion (RAF)).

## Оздоровлення та туризм
Важливим економічним фактором у місті є санаторно-курортна справа, яка базується на численних діючих мінеральних джерелах.

### Мінеральні джерела (бювети)
На алеї Джерел у Курортному парку розташовані:
- Джерело принцеси Єлизавети (Elisabethenbrunnen)[2]
- Джерело Кайзера (Kaiserbrunnen)[3]
- Джерело (Auguste-Viktoria brunnen)[4]
- "Сталеве" джерело (Stahlbrunnen)[5]
- Джерело Чулалонгкорн (Chulalongkorn-Brunnen)[6]
- Джерело Ландграфа (Landrafbrunen)
- Джерело Людвига (Ludwigsbrunnen)[7]

Мінеральні джерела (Бювети)
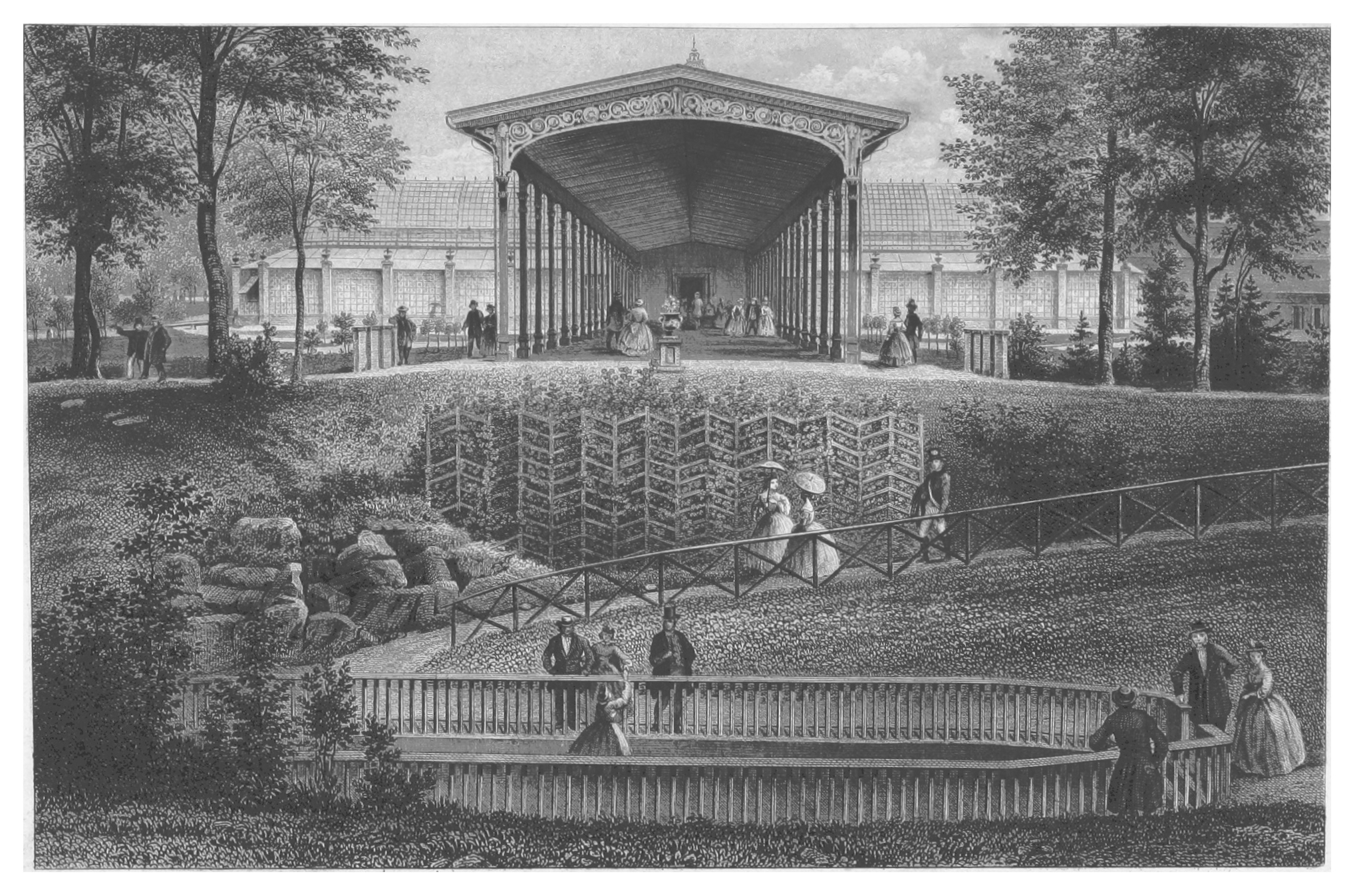
Elisabethbrunnen 1866
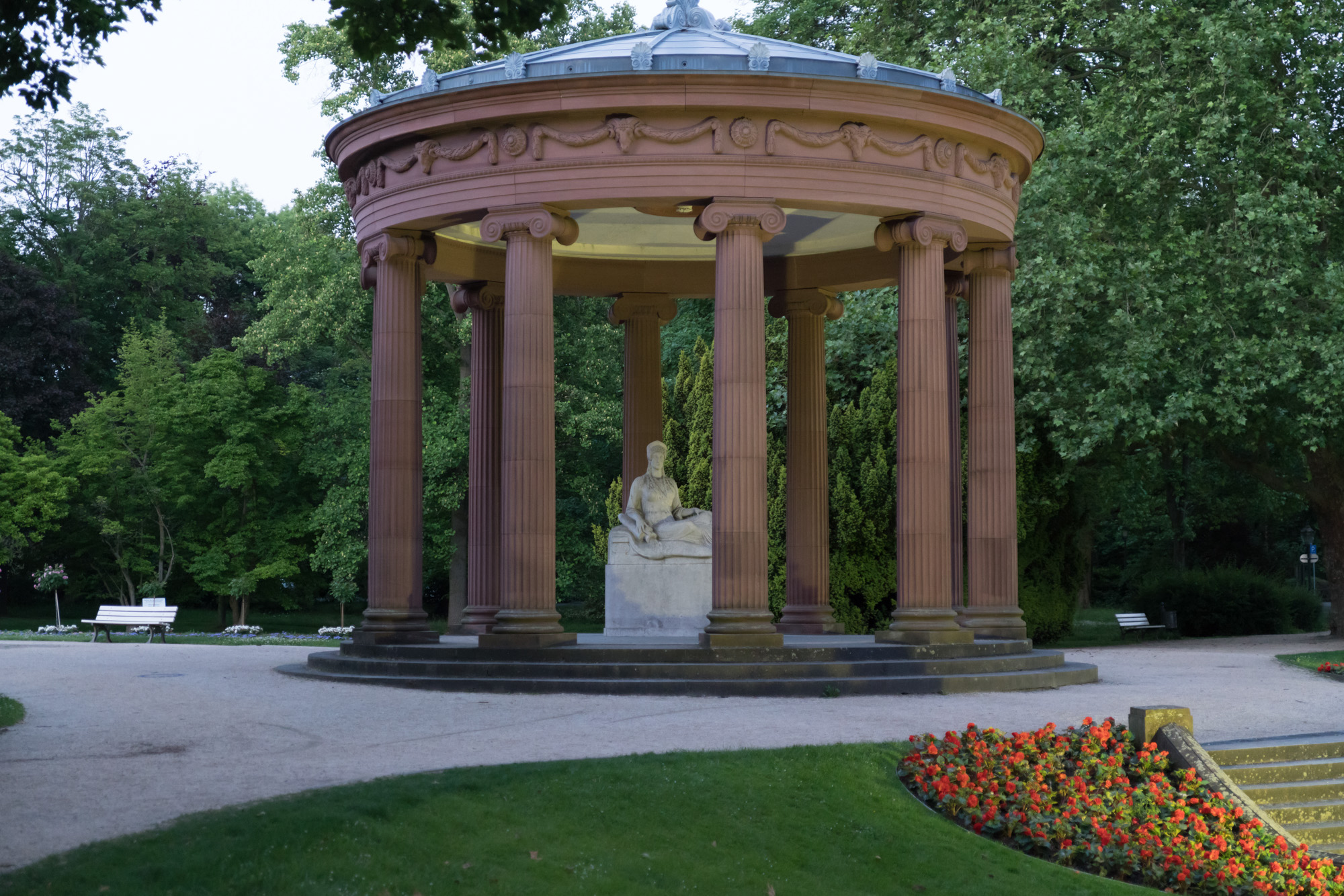
Elisabethbrunnen
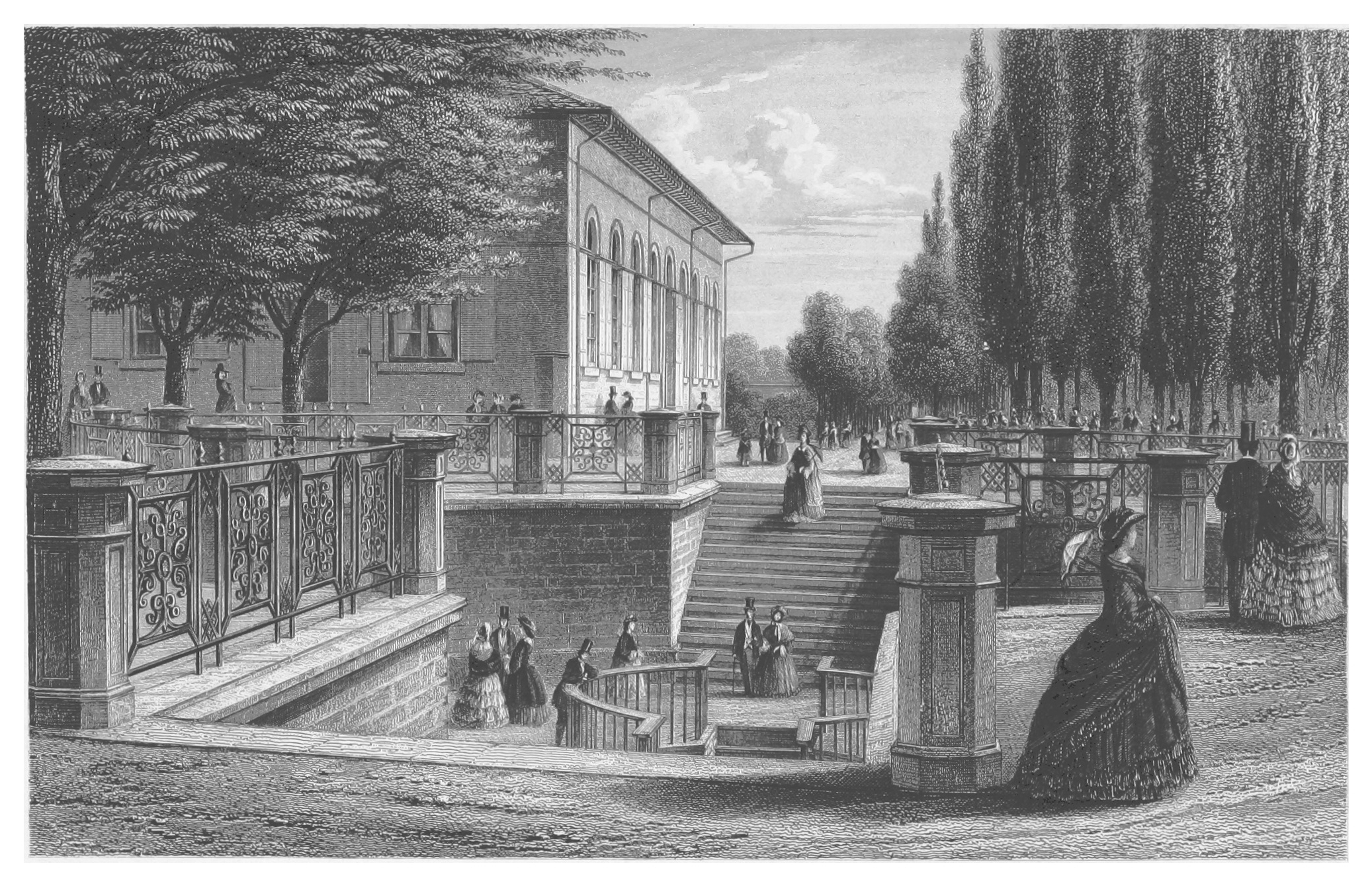
Kaiserbrunnen 1866
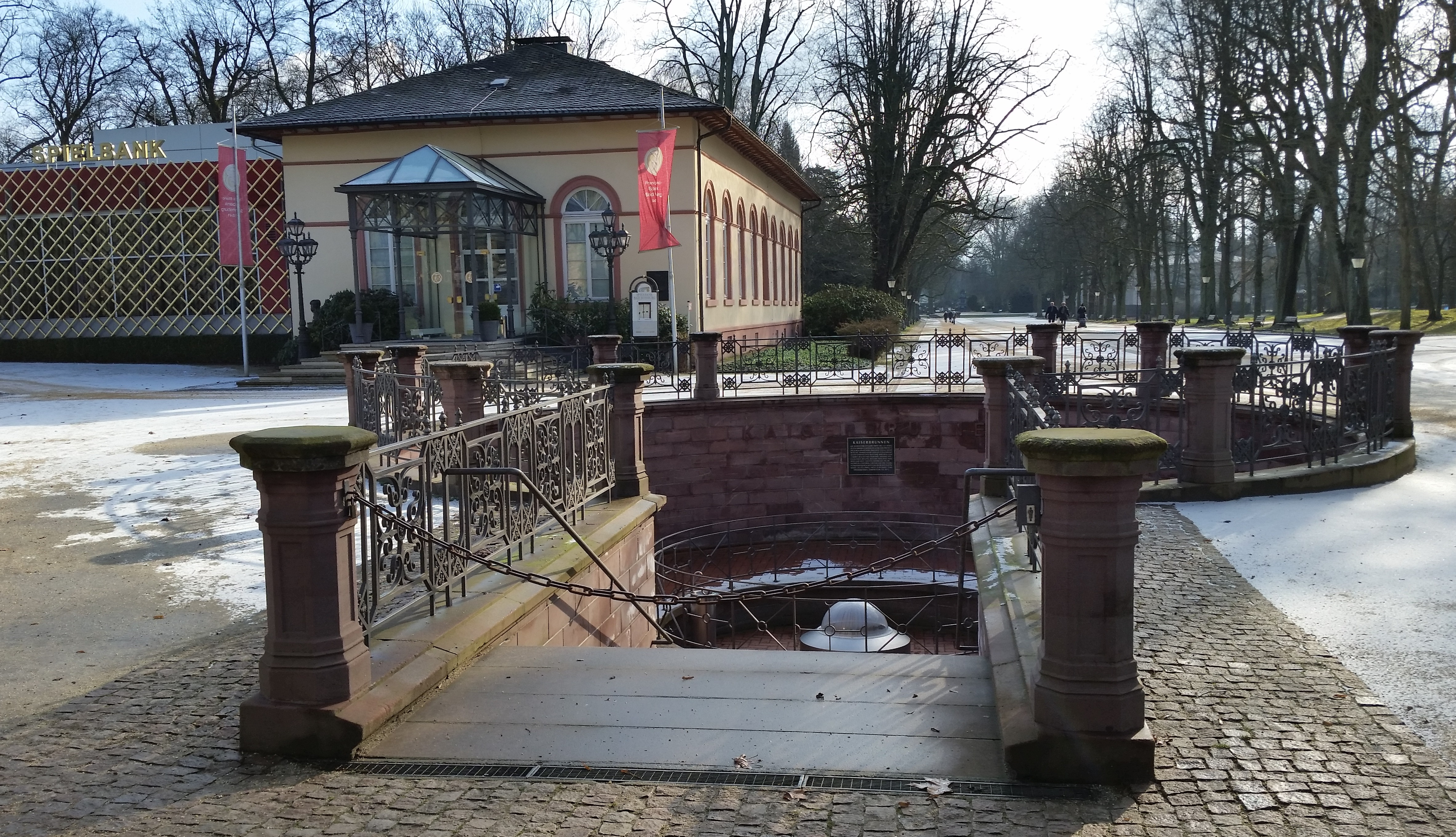
Kaiserbrunnen
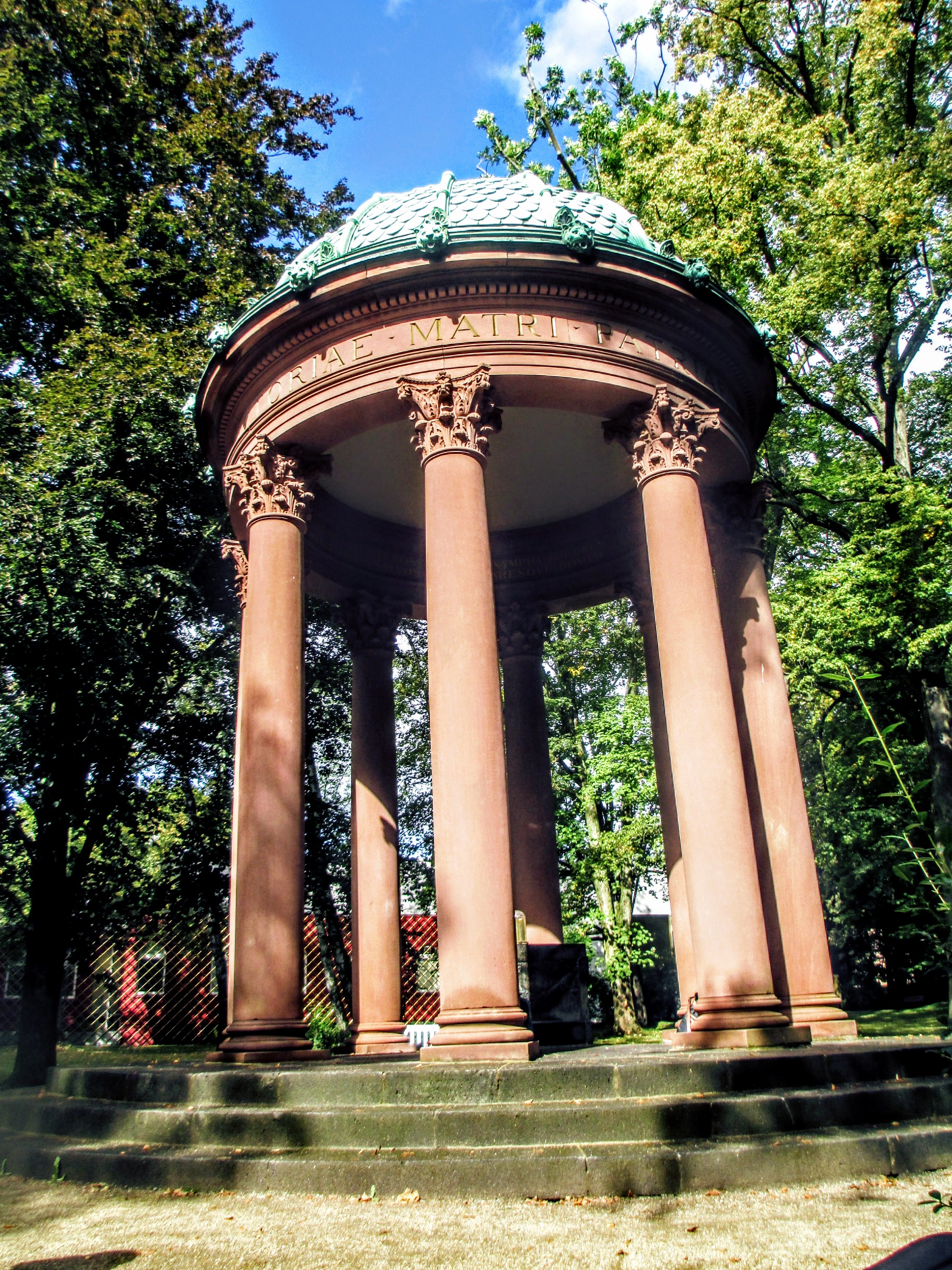
Auguste-Viktoria
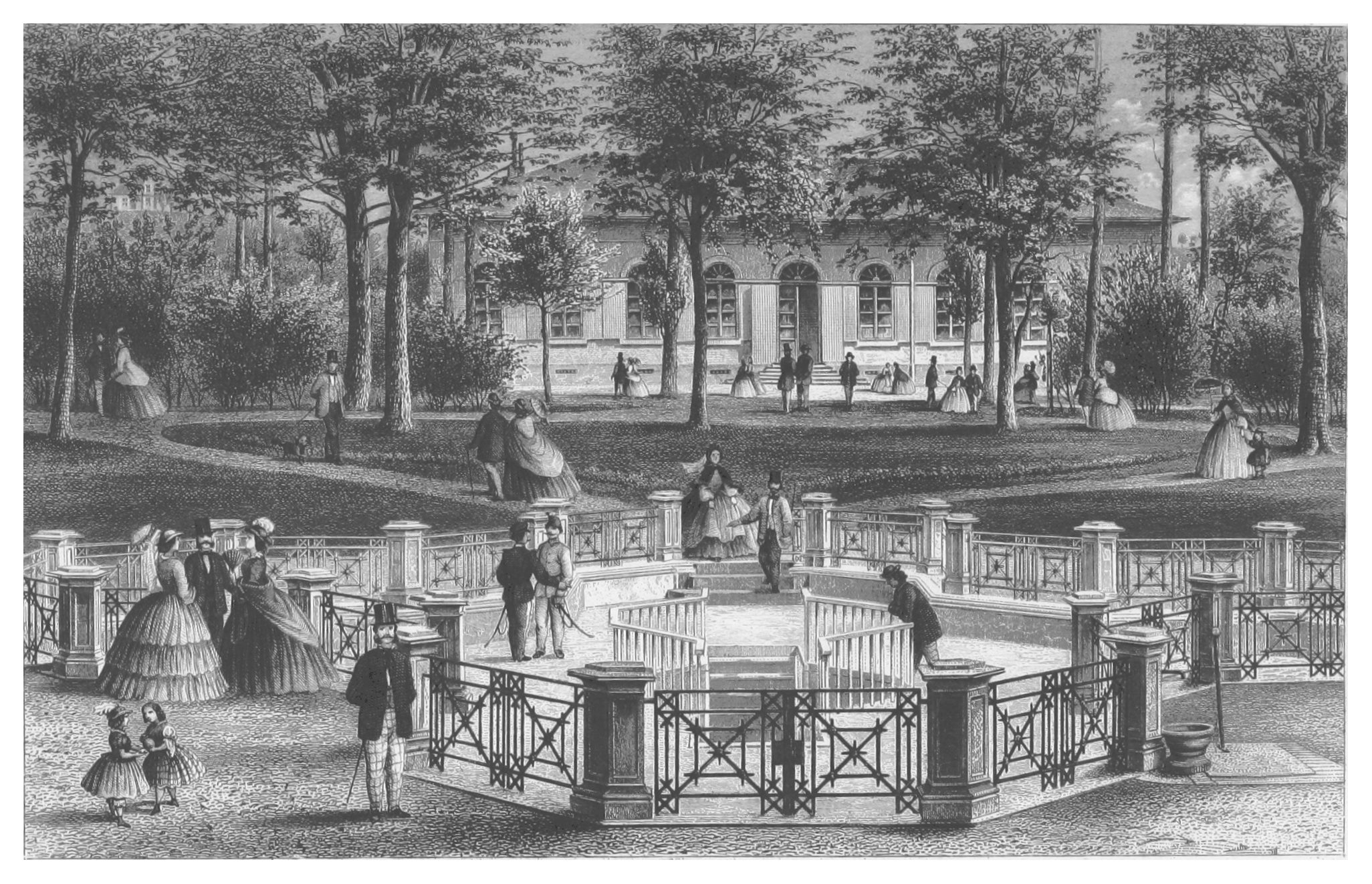
stahlbrunnen 1866
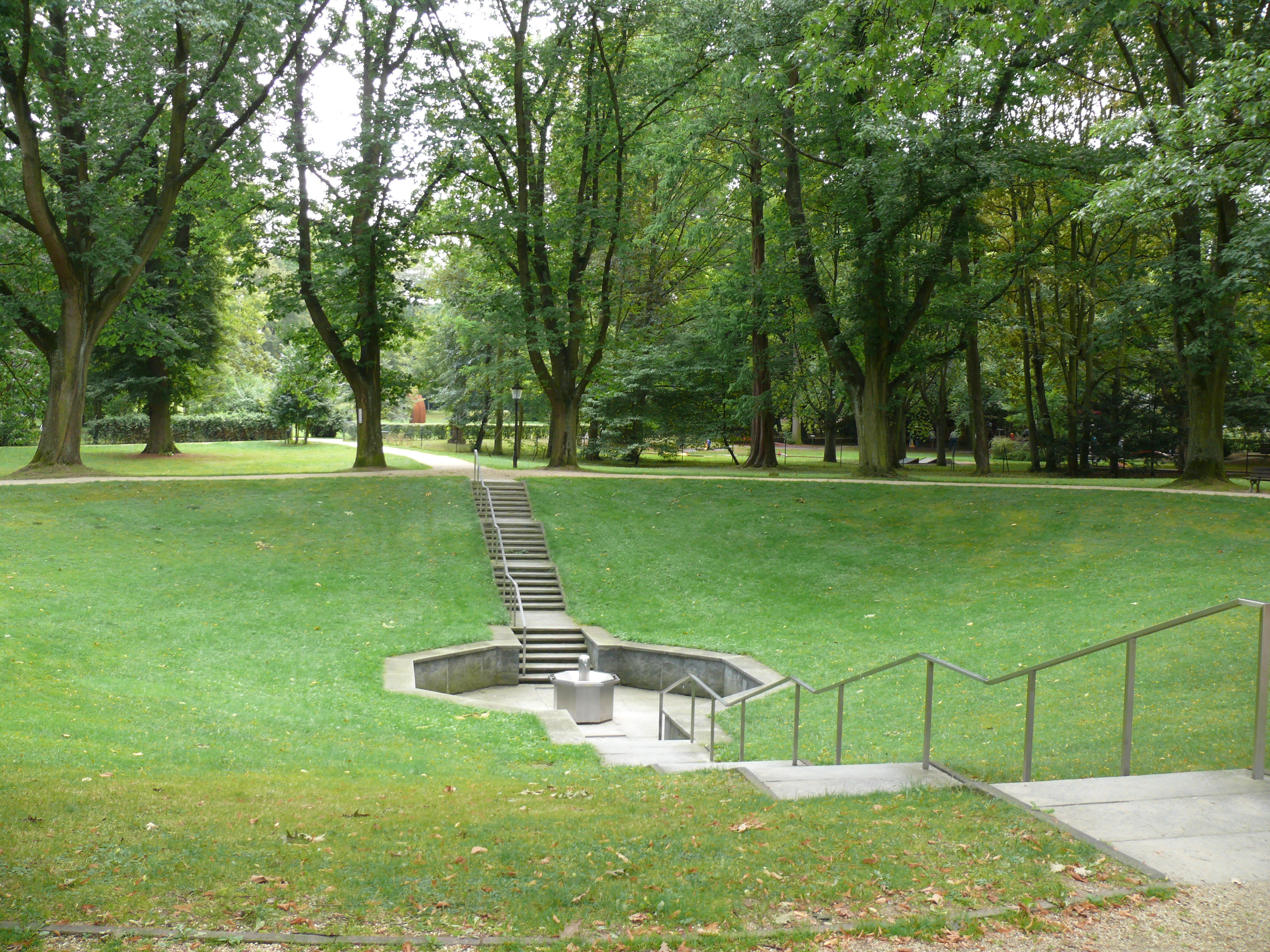
stahlbrunnen
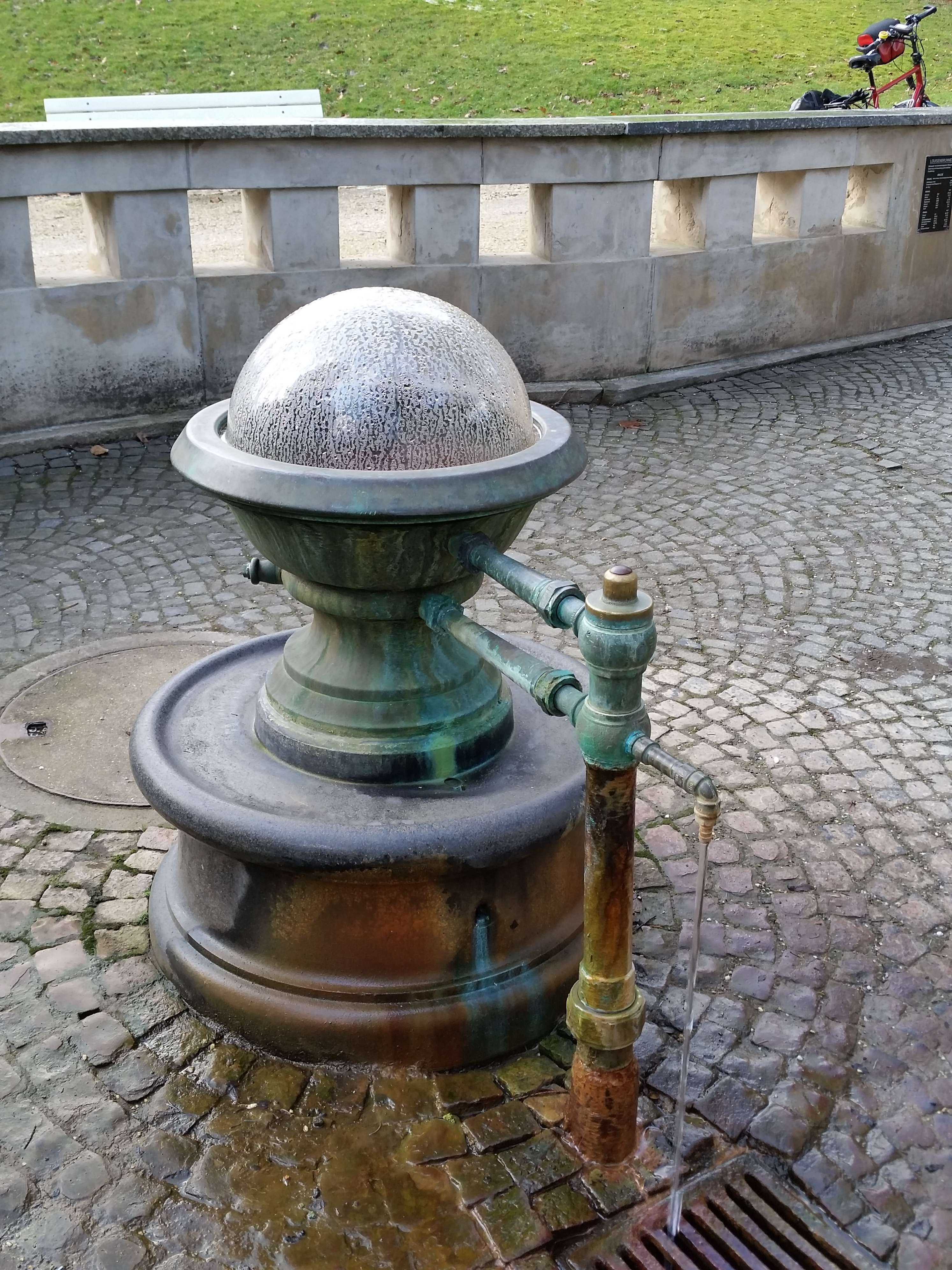
Landgrafenbrunnen
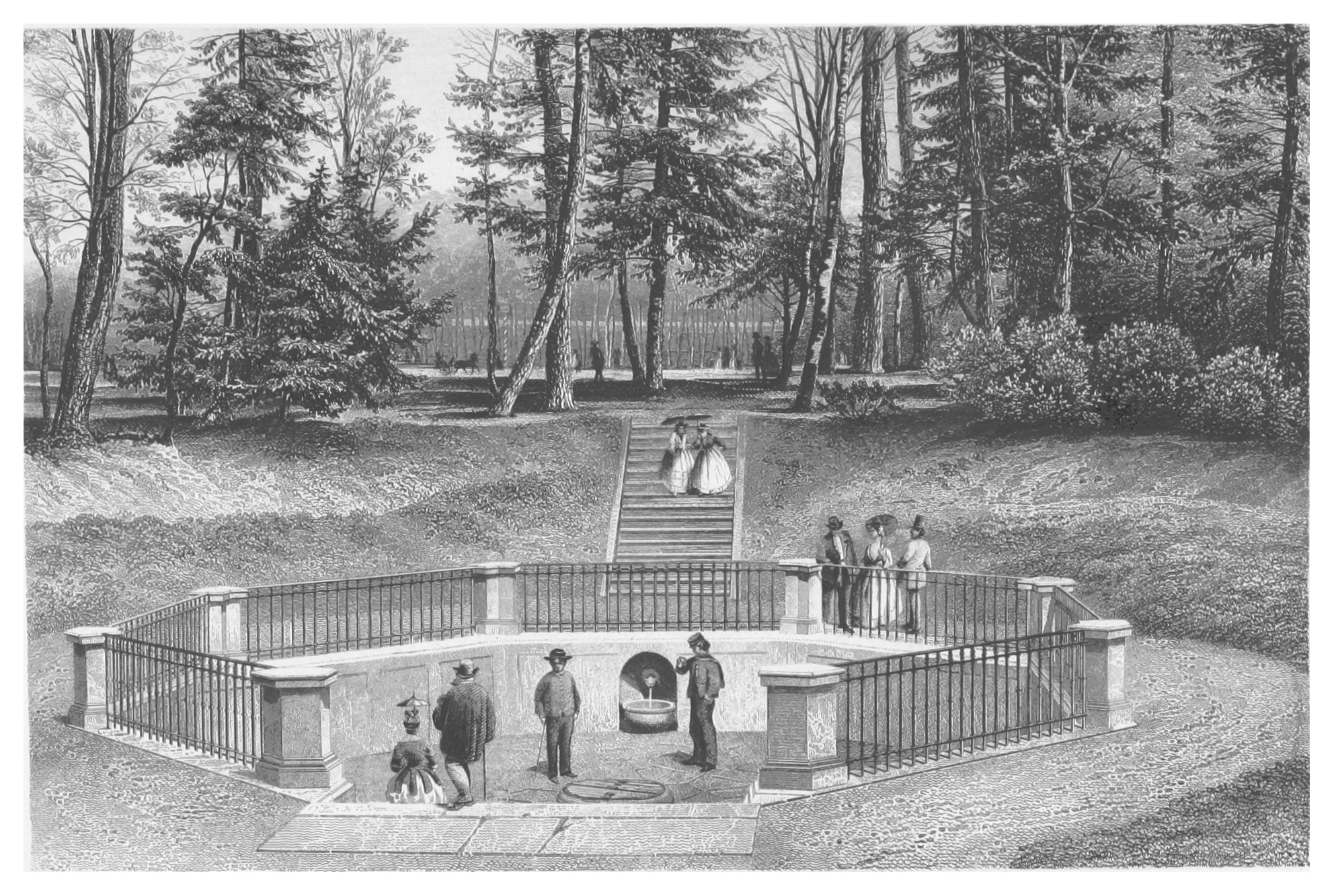
Ludwigsbrunnen 1866
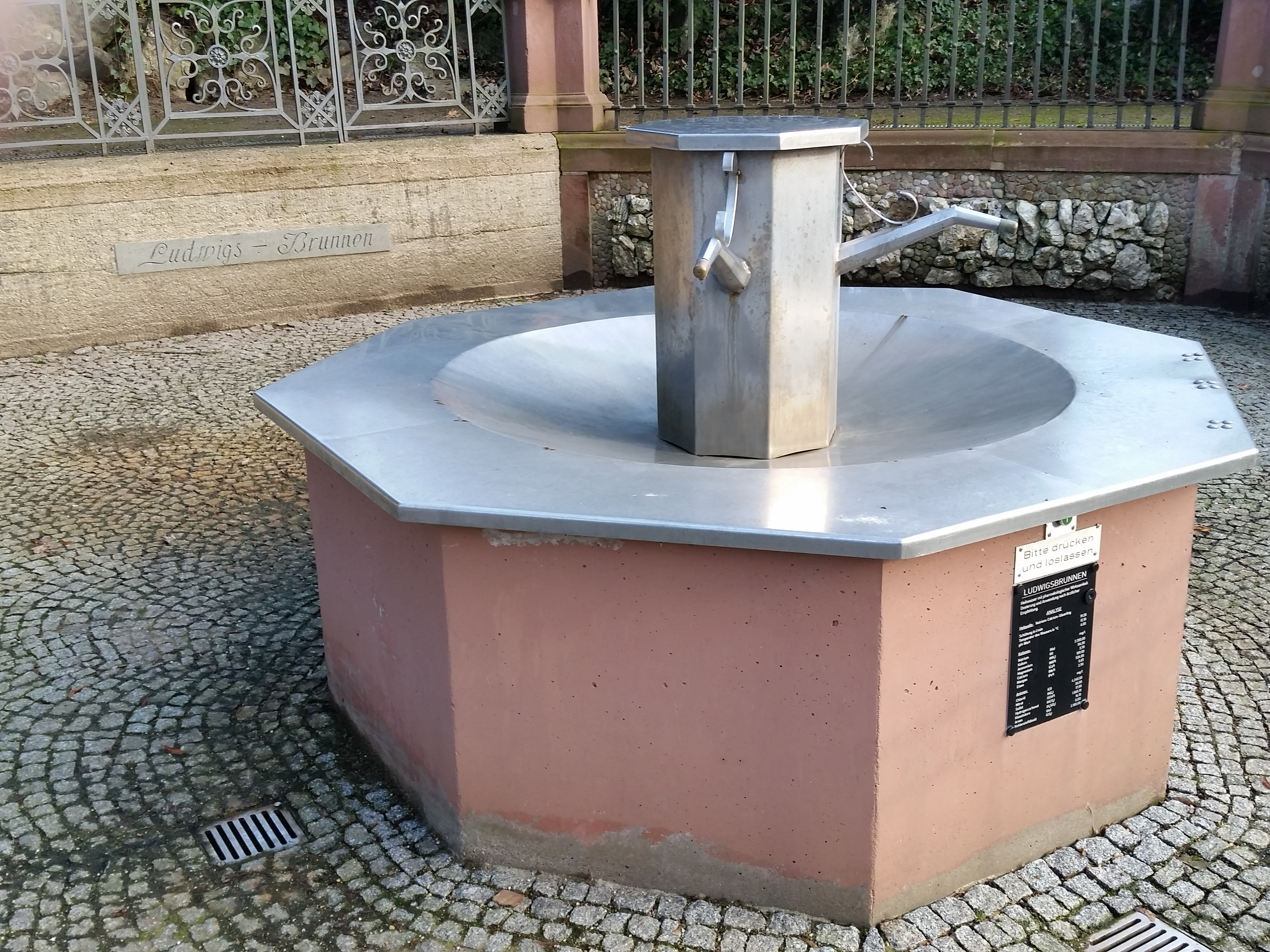
Ludwigsbrunnen

## Населення

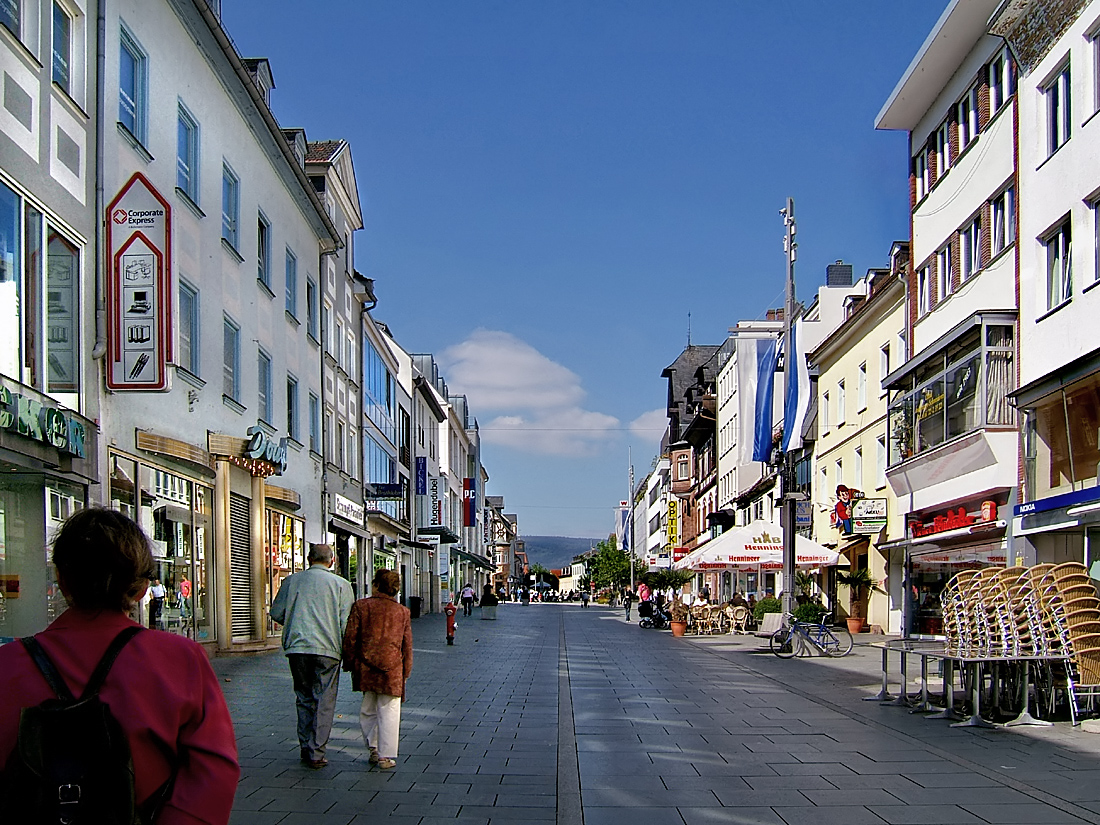
Вулиця у середмісті

| Рік  | Чисельність | Чисельність |
| ---- | ----------- | ----------- |
| 2007 | 51 940      |             |
| 2014 | 52 752      |             |
| 2015 | 53 244      |             |

| Рік  | Чисельність | Чисельність |
| ---- | ----------- | ----------- |
| 2017 | 53 884      | [ 8 ]       |
| 2019 | 54 248      | [ 9 ]       |
| 2020 | 54 092      |             |

| Рік  | Чисельність | Чисельність |
| ---- | ----------- | ----------- |
| 2021 | 54 144      | [ 10 ]      |
| 2022 | 54 996      | [ 11 ]      |
| 2023 | 55 995      | [ 12 ]      |

| Рік  | Чисельність | Чисельність |
| ---- | ----------- | ----------- |
| 2007 | 51 940      |             |
| 2014 | 52 752      |             |
| 2015 | 53 244      |             |

| Рік  | Чисельність | Чисельність |
| ---- | ----------- | ----------- |
| 2017 | 53 884      | [ 8 ]       |
| 2019 | 54 248      | [ 9 ]       |
| 2020 | 54 092      |             |

| Рік  | Чисельність | Чисельність |
| ---- | ----------- | ----------- |
| 2021 | 54 144      | [ 10 ]      |
| 2022 | 54 996      | [ 11 ]      |
| 2023 | 55 995      | [ 12 ]      |

### Пам'ятки, храми
- Готичний будинок
- Замок Бад-Гомбург[de]

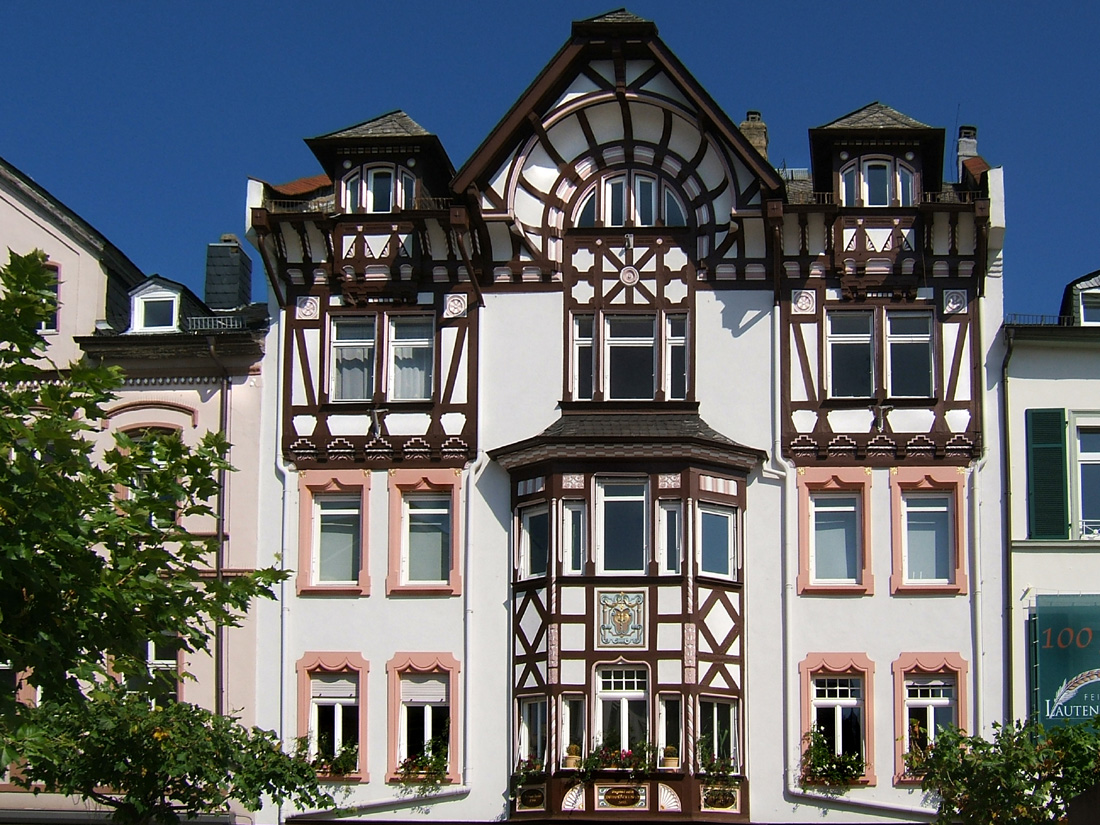
старий центр

- Древньоримський замок Зальбург (каструм)[de][13]
- Державні палаци і сади Гессена
- Курпарк з джерелами
- Густавпарк
- Казино в курортному парку
- Таїландська кумирня
- Євангельська церква Спасителя
- Парафіяльний костел Св. Марії[14]
- Пішохідна зона у центрі старого міста
- Кірха Св. Іоана (Sankt Johannes Kirche)[15]
- Центральна мечеть Бад-Гомбурга[16]
- Євангельська меморіальна церква[17]

### Музеї
- Музей машин та мотоциклів Central Garage[18]
- Музей сучасного мистецтва, будинок-музей Сінклера[19]
- Музей в готичному будинку[20]
- Чертоги Якова (Jakobshallen)[21]
- Музей мотоциклів Horex [22]
- Музей Кірдорф[23]
- Музей Римський каструм Заальбург Заальбург[de][24]
- Державні палаци та сади Гессена[25]
- Замок Бад-Гомбург[de]

## Герб
Місто отримало свій герб 1903 року, проте за збереженими міськими печатками його походження вдається простежити до 15 століття. Можливо гербом був Андріївський хрест, а не два перехрещені тесла, як він зображується останнім часом. Пояснення присутності тесла в гербі невідомо. Кольори герба — срібні тесла на блакитному полі — датуються як мінімум з 1621 року

## Спорт
У місті є футбольна команда «Бад-Гомбург», що виступає у нижчих німецьких дивізіонах.

## Цікаві факти
- У Бад-Гомбургу тричі бував Федір Достоєвський і грав у казино, він багато разів програвав у рулетку великі суми грошей, потрапляючи в безвихідні ситуації. Враження від Бад-Гомбурга використовувалися при написанні роману «Гравець». Його ім'ям названа алея в Курпарку.

## Галерея

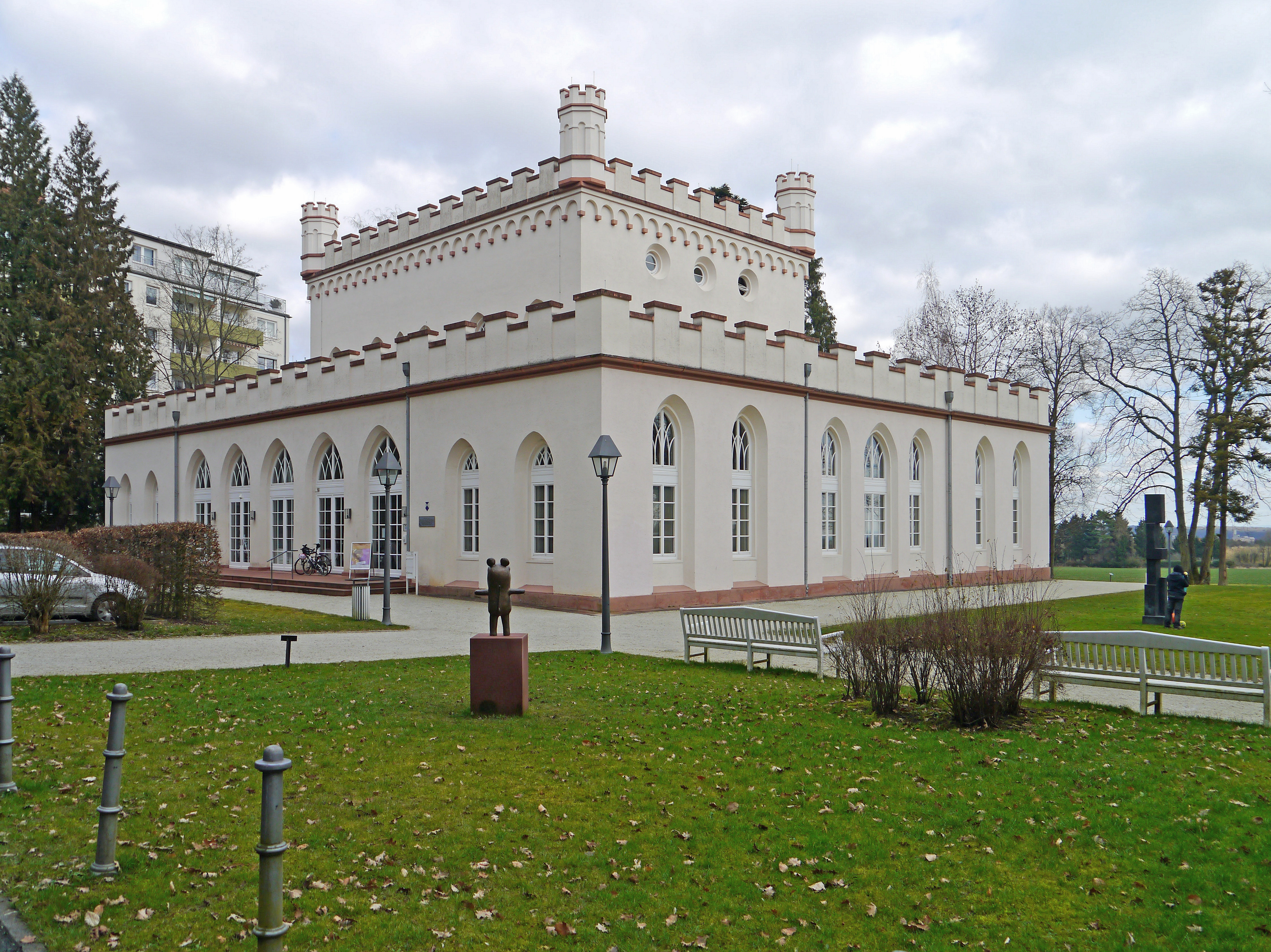
Готичний будинок
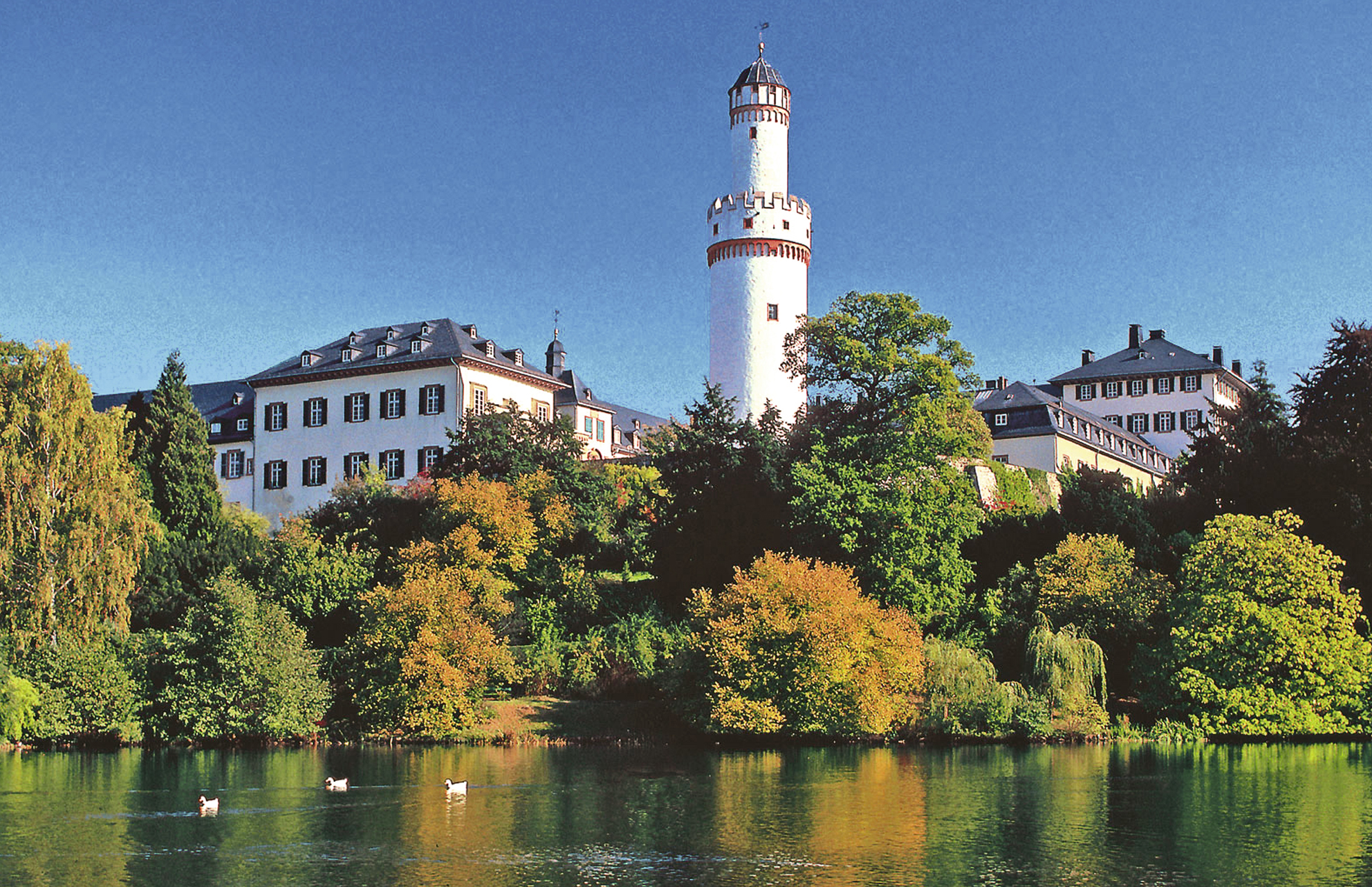
Замок Бад-Гомбург
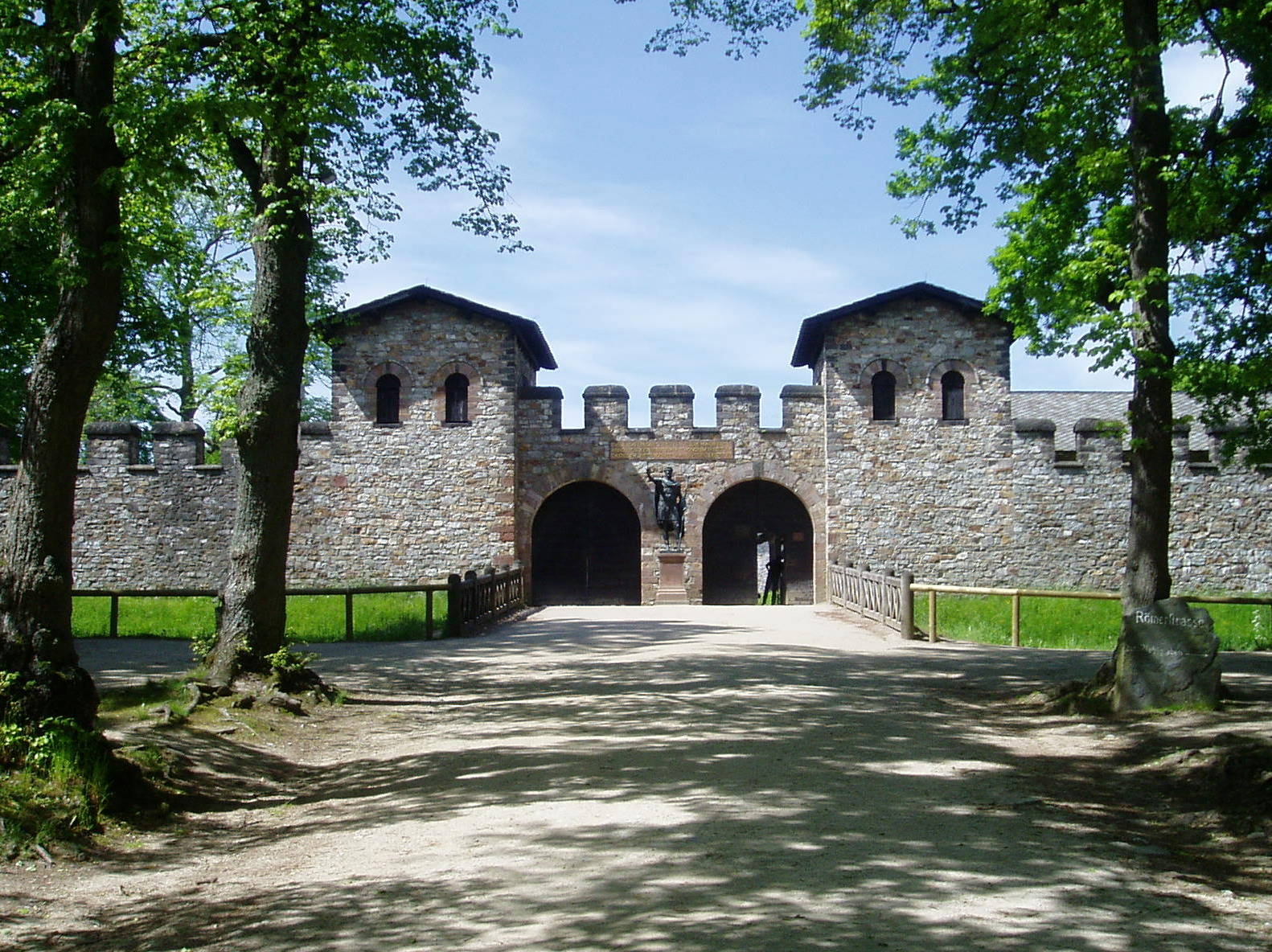
Римський каструм Заальбург
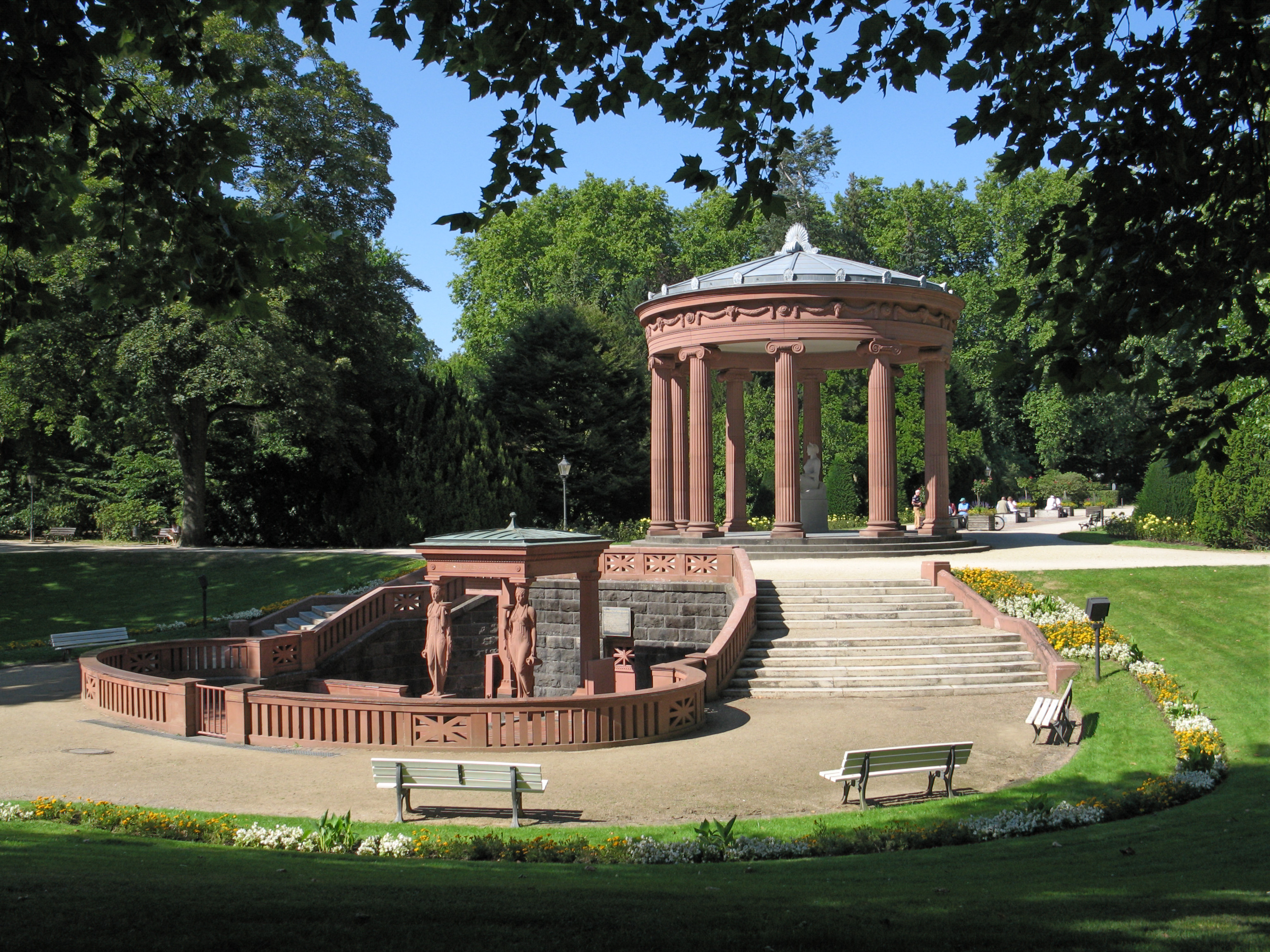
Бювет «Елізабетенбруннен»
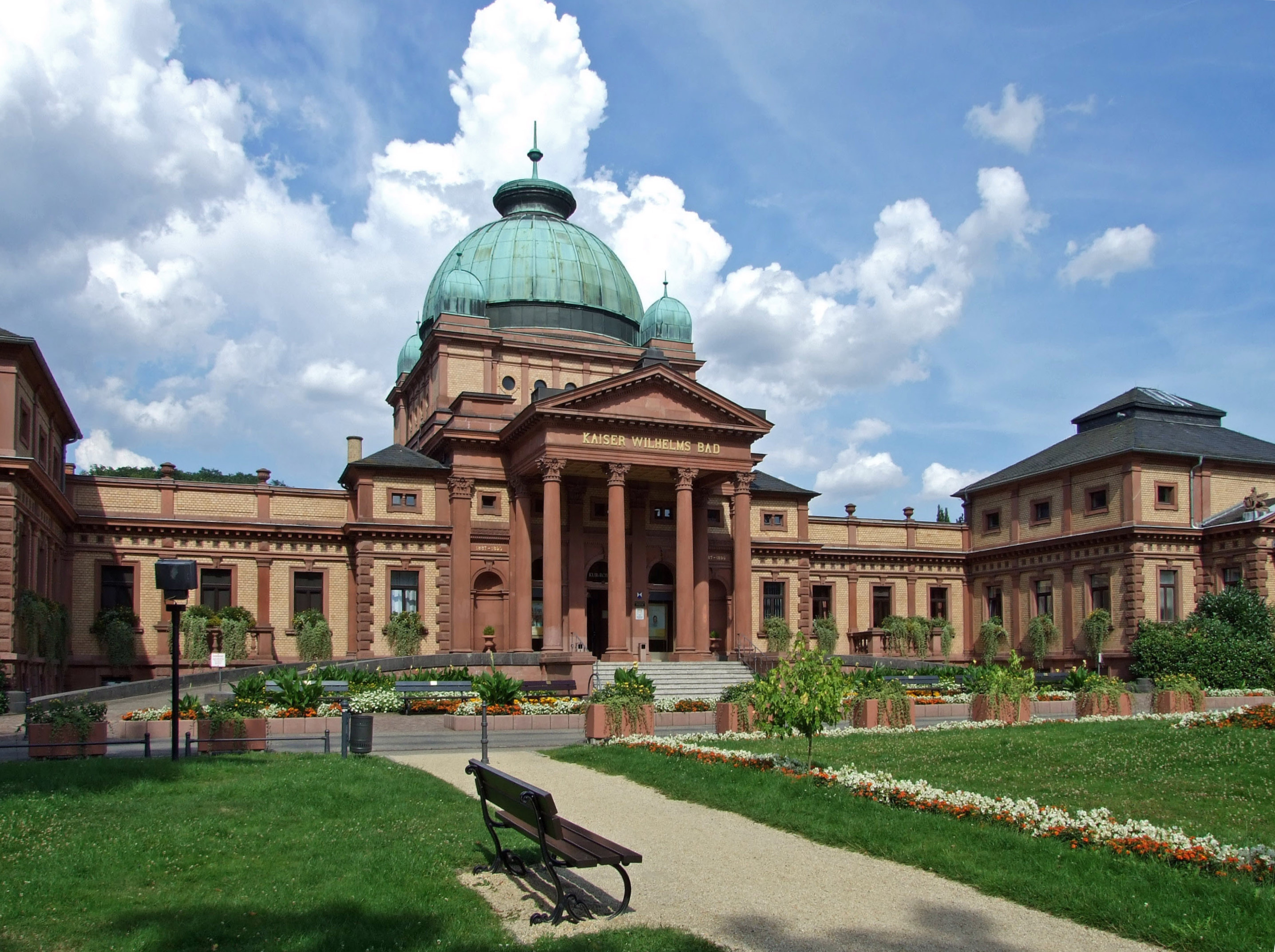
Кайзер Вільгельмс Бад
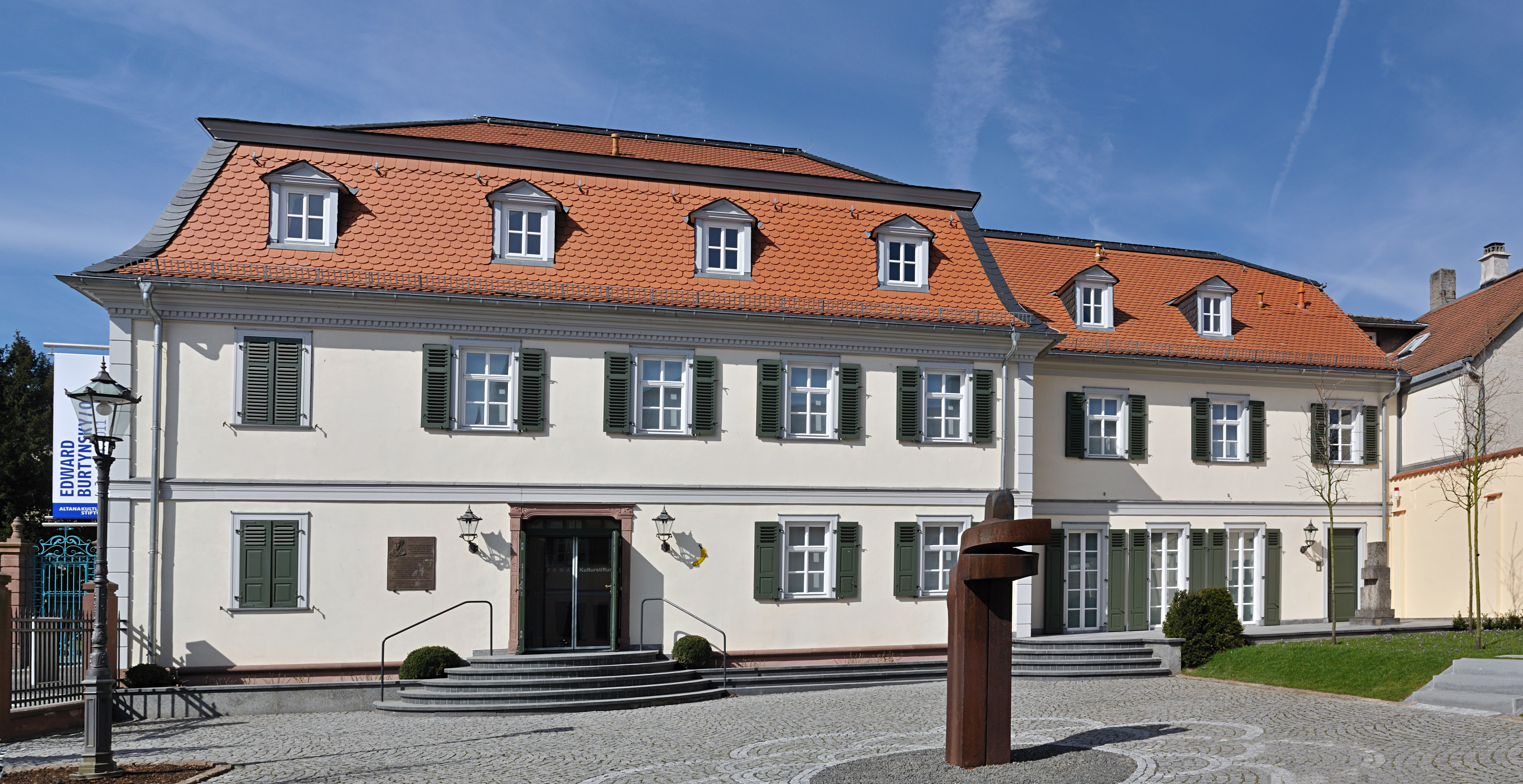
Будинок-музей Сінклера